# 里韋齊河
50°14′51″N 28°59′59″E / 50.24750°N 28.99972°E
里韋齊河（烏克蘭語：Ріве́ць）是烏克蘭的河流，位於該國北部，流經日托米爾州，屬於伊維揚卡河的支流，發源自圖羅韋齊附近，河道全長17公里，流域面積81.4平方公里。